# Коне, Мариату
Мариату Коне (фр. Mariatou Koné; род. 25 сентября 1965, Кокоди) — ивуарийский политический и государственный деятель, учёный и педагог, министр национального образования и грамотности населения (с 2021).

## Биография
Родилась 25 сентября 1965 года в Абиджане, Кот-д’Ивуар. С 1971 по 1977 год училась в женской начальной католической школе в Даукро, после чего поступила в лицей имении Феликса Уфуэ-Буаньи в Корого .
В 1987 году она получила степень бакалавра в области социологии в Национальном университете Кот-д’Ивуара в Абиджане, а в июне 1988 года — степень магистра. В 1990 году она получила диплом специалиста в области общественных наук в Высшей школе социальных наук в Марселе, Франция, а в 1994 году защитила докторскую диссертацию по антропологии.
В мае 2012 года Коне была назначена директором-координатором Национальной программы социальной сплочённости, а в апреле 2015 года была повышена до её генерального директора. 12 января 2016 года она была назначена министром солидарности и социальной сплочённости, а 10 июля 2018 года в результате перестановок в кабинете министров была переведена в министерство солидарности, социальной обеспеченности и борьбы с бедностью. В апреле 2021 года она заняла пост министра национального образования и грамотности населения.